# Anthocoris simulans
Anthocoris simulans is een wants uit de familie van de bloemwantsen (Anthocoridae). De soort werd het eerst wetenschappelijk beschreven door Odo Reuter in 1884.

## Uiterlijk
De ovaal gevormde bloemwants is altijd macropteer en kan 3.5 tot 4 mm lang worden. De kop is bruin, soms rood, het halsschild en het scutellum zijn zwartbruin. Het donkere doorzichtige gedeelte van de voorvleugels heeft een witte vlek aan het begin en aan de zijkant. Normaliter zijn de vleugels over elkaar gevouwen en zijn dus drie grote witte vlekken te zien. De voorvleugels zijn glanzend, het driehoekige gebied rond het scutellum is mat. Het uiteinde van het verharde deel van de voorvleugels, de cuneus, is zwartbruin. De pootjes zijn geheel bruin. De antennes zijn geheel zwart of geheel bruin. Het derde segment is korter dan het vierde segment. Anthocoris simulans werd voor 1972 gezien als ondersoort van Anthocoris minki, die heeft echter roodachtig bruine, zwarte antennes. Meestal is het eerste deel van het tweede segment licht en vaak ook het begin van de laatste twee segmenten. De zeldzamere A. minki leeft bovendien alleen op populier en niet op es.

## Leefwijze
De soort overleeft de winter als volwassen dier. Als er voldoende voedsel is kan er een tweede generatie in het jaar zijn. De lente-generatie verschijnt in juni, de volwassen wantsen zijn van april tot oktober te vinden op essen waar ze leven van bladluizen, bladvlooien en andere kleine insecten.

## Leefgebied
De soort is in Nederland algemeen. Verder komt de soort voor in Europa, van Groot-Brittannië tot in Polen en van Scandinavië tot in Italië.